# Synagoga w Novým Bydžovie
Synagoga w Novým Bydžovie (cz. Synagoga v Novém Bydžově) – synagoga znajdująca się w Novým Bydžovie, w Czechach.
Synagoga znajduje się 100 metrów na południe od rynku w miejskim parku. Niegdyś w tym miejscu znajdował się środek getta. Budowlę wzniesiono roku 1719 na miejscu starszej drwnianej. Była przebudowana w 1838 roku. W 1902 roku nadano jej cechy secesyjne. Była użytkowana do II wojny światowej. Po wojnie została adaptowana na Ewangelicki Kościół Czeskobraterski.

## Literatura
- Fiedler Jiří, Židovské památky v Čechách a na Moravě, Praga 1992, s. 113.